# Drenowanie krecie
Drenowanie krecie (kretowanie) – zabieg agromelioracyjny uprawowy, a także zagęszczanie gruntu. Wykonywanie w warstwie podornej na głębokość 30–40 cm lub 70–100 cm odwadniających kanalików ziemnych za pomocą pługa kreciego. Kanaliki takie rozmieszczone są w odstępach 3–5 m i mają spadek 3–5‰ w kierunku rowów odprowadzających. Ich długość przekracza z reguły 100 m.
Oprócz odwadniania sprzyjają one przewietrzaniu gleb zwięzłych.Ten sposób agromelioracji stosuje się jako uzupełnienie sieci rowów melioracyjnych z sączków ceramicznych.